# Снежен заек
Снежните зайци (Lepus timidus) са вид дребни бозайници от семейство Зайцови (Leporidae).
Разпространени са в северните части на Евразия, от Норвегия и Беларус до Чукотка и Хокайдо, както и на Британските острови и в Алпите, като най-често се срещат в тундрата и тайгата. Достигат 45-65 cm дължина и 2-5,3 kg маса. Хранят се главно с трева.